# Архангельский медеплавильный завод
Архангельский медеплавильный завод — медеплавильный завод, действовавший в 1753—1891 годах, на территории современного села Архангельское Архангельского района в Башкортостане.

## Географическое положение
Завод был расположен на реке Аскин (приток реки Инзер, бассейна реки Сим), в 75 верстах к юго-востоку от города Уфа, на восточной окраине села Архангельское.

## История завода

### Основание
Завод был основан Яковом Борисовичем Твердышевым (1710—1783) и Иваном Семёновичем Мясниковым (1710—1780) на реке Аскин, на землях (356 квадратных верст и 44 десятины), купленных у башкир деревни Шаки Курпеч-Табынской волости Ногайской дороги за 200 рублей. Указом Оренбургской губернской канцелярии от 1 сентября 1752 года завод разрешалось строить И. С. Мясникову и по определению Берг-коллегии от 1 марта 1753 года. Первая плавка на заводе прошла 2 декабря 1753 года.
В первые годы были построены 4 медеплавильные печи, шплейзофен, гармахерский, штыковой и нагревательный горны, 2 расковочных молота. Поставка руды осуществлялась гужом из Каргалинского месторождения за 300 верст (рудники Уральский, Шиферный, Никоновский и Березновский). Содержание меди в руде было до 5 %. В среднем выпускалось до 4,5 тысяч пуд меди ежегодно. Себестоимость производимой меди на заводе была в пределе 3,75 −4,90 рублей за пуд. Работы производились собственными крестьянами, переселенными из внутренних губерний.

### XVIII век
В июне 1774 года, во время восстания Е. И. Пугачева, завод был сожжен вместе с поселением Зилим, сгорели и деревянные части плотины, но печи уцелели. Завод удалось восстановить только в середине 1776 года.
С 1780-х работа шла полным ходом, в 1791—1794 годах производительность вдвое превосходила прежний максимум, достигая 9,2 тысяч пудов в год за счёт увеличения размеров печей. На заводе в это время имелось следующее оборудование: шплейзофен, 2 горна и 2 самодувные нагревательные печи. Проплавка руд в сутки достигала 180—200 пудов на одной печи.

### XIX век
В нач. XIX века шахтные печи уменьшили по высоте до 14 футов, выпуск снизился до 190—195 пуд руды в сутки, но годовая выплавка держалась на уровне 9,1-10 тысяч пудов, а вот средний выход металлов из руды уже снизился до 3,5 %.
В 1830 году на заводе имелось следующее оборудование: была построена вторая плотина, число печей увеличено до 6, имелись 2 шплейзофена, цилиндрические воздуходувные меха. Годовая производительность была на уровне 10 тысяч пудов штыковой меди. В 1856 году завод дал рекордную выплавку за все время своего существования —17,4 тысяч пудов меди. В 1857 году на заводе имелось 6 медеплавильных печей, гармахерский, кричный, штыковой и 2 шплейзофенных горна, 4 водяных колеса. Заводу принадлежало 7 рудников и около 67 тысяч десятин лесной дачи.
В 1860 году на заводе прошли волнения, в котором участвовало около 450 человек. Участники требовали повышения заработной платы, и прекращения злоупотребления администрации завода.
После 1861 года стала сокращаться производительность завода до 3-5 тысяч пудов в год. Финансовые трудности владельцев, удаленность и обеднение рудников, снижение цены меди привели к тому, что в 1891 году владельцы разорились, а завод перешел в казенное управление. Ввиду истощения руд его действие не было возобновлено. За время своего действия завод выплавил более 1 миллиона пуд (16 858,5 тонн) меди.
В 1891/1892 году завод был закрыт (по другой версии сгорел).
В 1899 году группа московских фабрикатов (В. А. Горбунов, С. И. Шегляев и А. Ф. Моргунов) организовала Уфимское «Общество для эксплуатации железорудного месторождения», которое начало добычу с железорудного месторождения в Стерлитамакском уезде, а 1,5 километрах от завода был построен новый Архангельский чугуноплавильный завод, который работал до 1903 года.

### XXI век
В 2010 году удалось найти на месте деревни Фёдоровка слиток меди в 7,5 килограмм 1753 года выпуска с инициалами МТЗ.
В настоящее время от завода сохранился заводской пруд длиной в 150—200 метров и по ширине в 20-25 метров. В районе плотинного слива расположена бывшая заводская площадка с россыпью шлака. А к заводским постройкам можно отнести Архангельскую церковь, обозначенную на плане 1838 года. Имеется также небольшое заброшенное кирпичное здание XIX века бывшей мини гидростанции, выработавшее электричество.

## Собственники завода
Владельцами завода в разные годы были:
- Твердышевы и Мясниковы (1753—1783);
- дочь Мясникова Е. И. Козицкая (1783—1824);
- внучка графиня Александра Григорьевна Лаваль (1824—1851/1843);
- дочь графа И. С. Лаваля графиня Александра Ивановна Коссаковская (1851/1843-1886);
- муж граф Станислав С.Коссаковский (1886—1889);
- казна (1889—1891).

## Численность завода
Численности рабочих завода в 1762 году была 130 дворов покупных крестьян, в 1772 году — 452 покупных крестьян, в конце XVIII века — 787 человек, в 1859 году — 1465 человек

## Производительность меди
В 1859 году была выплавлено 13 591 пудов меди, а в 1860 году — 11 421 пудов, а 1861 году — 10 540 пудов, в 1880 году — 4 100 пудов, в 1885 году — 4 800 пудов, в 1890 году — 1 300 пудов.